# Béatrice et Bénédict
Béatrice et Bénédict (Beatriu i Benet) és una opéra-comique en dos actes amb música d'Hector Berlioz. El llibret francès va ser obra del mateix Berlioz, basat lleugerament en Molt soroll per no res, de Shakespeare. Va ser estrenada al Theater der Stadt, Baden-Baden, el 9 d'agost de 1862.
Berlioz va compondre'n la partitura alhora que treballava en la seua magna obra, la monumental òpera Les Troyens. Poc després de la seua estrena reeixida a Baden-Baden, Berlioz va dirigir dues representacions de la versió alemanya de l'òpera a Weimar, on, com va recordar a les seues memòries, es va veure "aclaparat per tota mena d'amables atencions".
Béatrice et Bénédict no s'interpreta massa sovint, i mai ha format part del repertori operístic convencional. N'hi ha diversos enregistraments i l'obertura ha esdevingut una popular peça de concert.

## Sinopsi
Temps: Segle XVI.
Lloc: Messina, Sicília.

### Acte I
Don Pedro, príncep d'Aragó, es troba de visita a Messina després d'una victòria militar contra els Moros, que se celebra per tota Sicília. Ací es troba amb dos amics i companys de l'exèrcit, Claudio i Bénédict. Tots són rebuts amb honors per Léonato, governador de Messina, en companyia de la seua filla, Héro, i la seua neboda Béatrice.
Héro espera el retorn del seu promès, Claudio, per a casar-s'hi. Béatrice espera a Bénédict per continuar les habituals discussions i desdenyar-lo constantment; ambdós no deixen d'intercanviar insults i menyspreus. Bénédict jura als seus amics que mai no es casarà. Després, Claudio i Pedro maquinen forçar el casament de Bénédict amb Béatrice. Sabent que ell està escoltant, Léonato assegura a Pedro que Béatrice estima Bénédict. Bénédict decideix perseguir-la, perquè en saber-se estimat han florit en ell uns sentiments que estaven amagats. Mentrestant, Héro i la seua dama d'honor Ursula, actuen de manera semblant amb Béatrice, qui ara creu que Bénédict està secretament enamorat d'ella.

### Acte II
Per a celebrar el casament entre Claudio i Héro, Léonato ofereix un ball de màscares. Un mestre de música local, Somarone, interpreta algunes peces i tothom es diverteix, llevat de Béatrice, que s'ha adonat que està enamorada de Bénédict. Quan es troba amb Bénédict, tornen les baralles i les discussions, però a poc a poc ambdós creuen interpretar els vertaders sentiments en les paraules de l'altre, i acaben per confessar-se mútuament el seu amor. Un notari celebra el matrimoni i, tal com ha previst Léonato, a la primera parella s'uneix una de nova: Béatrice i Bénédict.